# Ausiàs de Sabran
Ausiàs de Sabran —de l'occità, Ausiàs, al seu torn del llatí Elzearius— (Sant Joan de Robians, Cabrieras d'Egues, Provença, 1285 - París, França, 27 de setembre de 1323), baró d'Ansoís, comte d'Ariano, fou un noble i militar, també terciari de l'orde franciscà. És venerat com a sant per l'Església Catòlica.

## Biografia
Va néixer al castell de Sant Joan de Robians, prop de Cabrièras d'Egues: ni el castell ni la localitat de Robians existeixen avui dia. El cognom familiar es vincula a Sabran, vila propera a Nimes, al Llenguadoc. Era cosí de la beata Rosalina de Vilanova.
En la seva joventut, Ausiàs va rebre una sòlida formació cristiana, així com en les ciències sota la supervisió del seu oncle, Guillem de Sabran, abat de Sant Víctor de Marsella. En arribar a l'edat apropiada, va accedir al desig del rei Carles II de Nàpols i es va casar amb Delfina de Glandèves (Delfina de Sinhe) (1284-1358).
Aquesta, amb una forta convicció cristiana, demanà a Ausiàs que li concedís el permís per fer un vot perpetu de castedat dins la seva vida marital. Tot i que ell tenia el dret de fer-li abandonar aquest compromís, va optar per respectar el seu desig i, com ella, va decidir de viure en la virginitat. Tots dos es feren membres del Tercer Orde Franciscà i dugueren una vida de pietat i de penitència. Això no impedí impedí Ausiàs d'acomplir amb la seva obligació de noble al servei del rei i va prendre part en les guerres del centre i sud d'Itàlia contra l'emperador Enric VII del Sacre Imperi Romanogermànic.
En morir son pare en 1309, se'n va anar als seus nous dominis a Itàlia. Allí es va guanyar la confiança i el suport dels seus súbdits, que havien estat fins llavors menyspreats pels conqueridors normands. L'any 1312, va marxar a Roma al capdavant de l'exèrcit del rei Robert de Nàpols, que es va mobilitzar per ajudar a expulsar l'emperador Enric VII, que havia ocupat la ciutat. Ausiàs posà setge a Ariano, ciutat de la Campània, i la conquerí, fet que li valgué el títol de comte d'Ariano. En tornar a la Provença després de la guerra, va continuar vivint en la pietat i la pràctica fidel de la fe catòlica.
L'any 1317, tornà a Nàpols per convertir-se en el tutor del duc Carles, fill del rei Robert. Més tard, quan Carles va esdevenir vicari general del regne de Sicília, Ausiàs n'esdevingué el castellà. Va ser enviat com a ambaixador a Paris al 1323 per negociar amb el rei el matrimoni de Carles amb alguna de les seves filles. Va morir l'any 1323, poc després de complir la seva missió.

## Culte
La seva vida fou considerada exemplar i, l'any 1369, el Papa Gregori XI el canonitzà, fixant el 27 de setembre per a la seva festa.
La fama del sant s'escampà per tot el que avui és França i aviat tingué devots que batejaren algun del seus fills amb el nom d'Ausiàs, sobretot dins la Provença. Abans que Pere March, comte de Ribagorça, de Dènia i de Gandia, diplomàtic i poeta, escollís el nom del sant comte de Sabran per al seu fill, el poeta Ausiàs March, aquest antropònim era pràcticament desconegut dins tots els regnes que formaven la Corona d'Aragó.